# Estádio Olímpico de Bacu
O Estádio Olímpico de Bacu (em azeri: Bakı Olimpiya Stadionu) é um estádio multiuso localizado em Bacu, capital do Azerbaijão. Inaugurado em 6 de março de 2015 foi originalmente projetado para ser sede oficial das cerimônias de abertura e encerramento, bem como das competições de futebol e atletismo válidas pelos Jogos Europeus de 2015. Além disso, é a casa onde a Seleção Azeri de Futebol manda suas partidas amistosas e oficiais. Sua capacidade máxima é de 69 870 espectadores.

## Partidas importantes
Ao longo dos anos, o estádio também foi palco da grande final da Liga Europa da UEFA de 2018–19 e também recebeu jogos da fase de grupos, além de uma partida válida pelas quartas-de-final do Campeonato Europeu de Futebol de 2020.

### Recorde de público

#### Liga dos Campeões da UEFA de 2017–18
| 27 de setembro de 2017 | Qarabağ            | 1 – 2     | Arsenal                |                                                         |
| 18:00 (UTC+4)          | Pedro Henrique 28' | Relatório | 7' Manolas · 15' Džeko | Público: 67 200 espectadores Árbitro: Artur Soares Dias |

### Liga Europa da UEFA de 2019–20
| 29 de maio de 2019 | Chelsea                                        | 4 – 1     | Arsenal   |                                                       |
| 23:00 (UTC+4)      | Giroud 49' · Pedro 60' · Hazard 65' (pen), 72' | Relatório | 68' Iwobi | Público: 51 370 espectadores Árbitro: Gianluca Rocchi |

### Campeonato Europeu de Futebol de 2020
| Data        | Público | Seleção       | Placar | Seleção       | Fase             |
| ----------- | ------- | ------------- | ------ | ------------- | ---------------- |
| 12 de junho | 8 782   | País de Gales | 1–1    | Suíça         | Grupo A          |
| 16 de junho | 19 762  | Turquia       | 0–2    | País de Gales | Grupo A          |
| 20 de junho | 17 138  | Suíça         | 3–1    | Turquia       | Grupo A          |
| 3 de julho  | 16 306  | Tchéquia      | 1–2    | Dinamarca     | Quartas-de-final |